# Dreiband-Europameisterschaft der Junioren 2010

Logo CEB (ausrichtender Verband)

Die Dreiband-Europameisterschaft der Junioren 2010 war ein Turnier in der Karambolagedisziplin Dreiband und fand vom 19. bis 21. Februar in Antalya statt.

## Modus
Gespielt wurde mit 16 Teilnehmern in vier Gruppen à vier Spielern im Round-Robin-Modus. Die beiden Gruppenbesten qualifizierten sich für das Viertelfinale. Bei Punktegleichheit zählte der direkte Vergleich. Die Partiedistanz betrug zwei Gewinnsätze à 15 Punkte in der Gruppenphase und drei Gewinnsätze à 15 Punkte in der KO-Phase.

## Qualifikation
| Abschlusstabelle Gruppe A | Abschlusstabelle Gruppe A | Abschlusstabelle Gruppe A | Abschlusstabelle Gruppe A | Abschlusstabelle Gruppe A | Abschlusstabelle Gruppe A | Abschlusstabelle Gruppe A | Abschlusstabelle Gruppe A | Abschlusstabelle Gruppe A |
| Platz                     | Name                      | PP                        | SP                        | Pkte                      | Aufn.                     | GD                        | BED                       | HS                        |
| ------------------------- | ------------------------- | ------------------------- | ------------------------- | ------------------------- | ------------------------- | ------------------------- | ------------------------- | ------------------------- |
| 1                         | Glenn Hofman              | 6                         | 6:1                       | 103                       | 78                        | 1,320                     | 1,500                     | 8                         |
| 2                         | Mohamed Abdin             | 4                         | 4:3                       | 81                        | 140                       | 0,578                     | 0,693                     | 5                         |
| 3                         | Eric Tromas               | 2                         | 4:4                       | 86                        | 128                       | 0,671                     | 0,967                     | 5                         |
| 4                         | Thomas Zoffmann           | 0                         | 0:6                       | 23                        | 105                       | 0,219                     | —                         | 2                         |

| Abschlusstabelle Gruppe B | Abschlusstabelle Gruppe B | Abschlusstabelle Gruppe B | Abschlusstabelle Gruppe B | Abschlusstabelle Gruppe B | Abschlusstabelle Gruppe B | Abschlusstabelle Gruppe B | Abschlusstabelle Gruppe B | Abschlusstabelle Gruppe B |
| Platz                     | Name                      | PP                        | SP                        | Pkte                      | Aufn.                     | GD                        | BED                       | HS                        |
| ------------------------- | ------------------------- | ------------------------- | ------------------------- | ------------------------- | ------------------------- | ------------------------- | ------------------------- | ------------------------- |
| 1                         | Kenny Miatton             | 6                         | 6:1                       | 103                       | 122                       | 0,844                     | 1,304                     | 7                         |
| 2                         | Jens van Dam              | 4                         | 4:3                       | 84                        | 89                        | 0,943                     | 1,034                     | 5                         |
| 3                         | Ümit Turkmen              | 2                         | 4:4                       | 105                       | 132                       | 0,795                     | 0,857                     | 9                         |
| 4                         | Bo Michael Tönning        | 0                         | 0:6                       | 54                        | 99                        | 0,545                     | —                         | 3                         |

| Abschlusstabelle Gruppe C | Abschlusstabelle Gruppe C | Abschlusstabelle Gruppe C | Abschlusstabelle Gruppe C | Abschlusstabelle Gruppe C | Abschlusstabelle Gruppe C | Abschlusstabelle Gruppe C | Abschlusstabelle Gruppe C | Abschlusstabelle Gruppe C |
| Platz                     | Name                      | PP                        | SP                        | Pkte                      | Aufn.                     | GD                        | BED                       | HS                        |
| ------------------------- | ------------------------- | ------------------------- | ------------------------- | ------------------------- | ------------------------- | ------------------------- | ------------------------- | ------------------------- |
| 1                         | David Martinez            | 6                         | 6:2                       | 113                       | 110                       | 1,027                     | 1,200                     | 7                         |
| 2                         | Dustin Jäschke            | 4                         | 4:3                       | 86                        | 109                       | 0,788                     | 0,882                     | 6                         |
| 3                         | Bryan Tempelers           | 2                         | 3:5                       | 97                        | 134                       | 0,723                     | 0,700                     | 6                         |
| 4                         | João Ferreira             | 0                         | 3:6                       | 106                       | 154                       | 0,688                     | —                         | 5                         |

| Abschlusstabelle Gruppe D | Abschlusstabelle Gruppe D | Abschlusstabelle Gruppe D | Abschlusstabelle Gruppe D | Abschlusstabelle Gruppe D | Abschlusstabelle Gruppe D | Abschlusstabelle Gruppe D | Abschlusstabelle Gruppe D | Abschlusstabelle Gruppe D |
| Platz                     | Name                      | PP                        | SP                        | Pkte                      | Aufn.                     | GD                        | BED                       | HS                        |
| ------------------------- | ------------------------- | ------------------------- | ------------------------- | ------------------------- | ------------------------- | ------------------------- | ------------------------- | ------------------------- |
| 1                         | Ömer Karakurt             | 6                         | 6:1                       | 103                       | 86                        | 1,197                     | 1,387                     | 8                         |
| 2                         | Kay de Zwart              | 4                         | 5:2                       | 85                        | 96                        | 0,885                     | 1,153                     | 4                         |
| 3                         | Vuk Brajovic              | 2                         | 2:5                       | 60                        | 139                       | 0,431                     | 0,472                     | 7                         |
| 4                         | Pavel Novak               | 0                         | 1:6                       | 58                        | 122                       | 0,475                     | —                         | 5                         |

## Endrunde
|  | Viertelfinale Spiel auf zwei Gewinnsätze | Viertelfinale Spiel auf zwei Gewinnsätze | Viertelfinale Spiel auf zwei Gewinnsätze | Viertelfinale Spiel auf zwei Gewinnsätze | Viertelfinale Spiel auf zwei Gewinnsätze | Viertelfinale Spiel auf zwei Gewinnsätze |                |                | Halbfinale Spiel auf zwei Gewinnsätze | Halbfinale Spiel auf zwei Gewinnsätze | Halbfinale Spiel auf zwei Gewinnsätze | Halbfinale Spiel auf zwei Gewinnsätze | Halbfinale Spiel auf zwei Gewinnsätze | Halbfinale Spiel auf zwei Gewinnsätze |      |      | Finale Spiel auf zwei Gewinnsätze | Finale Spiel auf zwei Gewinnsätze | Finale Spiel auf zwei Gewinnsätze | Finale Spiel auf zwei Gewinnsätze | Finale Spiel auf zwei Gewinnsätze | Finale Spiel auf zwei Gewinnsätze |
|  |                                          |                                          |                                          |                                          |                                          |                                          |                |                |                                       |                                       |                                       |                                       |                                       |                                       |      |      |                                   |                                   |                                   |                                   |                                   |                                   |
|  |                                          | SP                                       | Pkt.                                     | Auf.                                     | ED                                       | HS                                       |                |                |                                       |                                       |                                       |                                       |                                       |                                       |      |      |                                   |                                   |                                   |                                   |                                   |                                   |
|  |                                          | SP                                       | Pkt.                                     | Auf.                                     | ED                                       | HS                                       |                |                |                                       |                                       |                                       |                                       |                                       |                                       |      |      |                                   |                                   |                                   |                                   |                                   |                                   |
|  | Glenn Hofman                             | 3                                        | 58                                       | 54                                       | 1,074                                    | 6                                        |                |                |                                       |                                       |                                       |                                       |                                       |                                       |      |      |                                   |                                   |                                   |                                   |                                   |                                   |
|  | Glenn Hofman                             | 3                                        | 58                                       | 54                                       | 1,074                                    | 6                                        |                | SP             | Pkt.                                  | Auf.                                  | ED                                    | HS                                    |                                       |                                       |      |      |                                   |                                   |                                   |                                   |                                   |                                   |
|  | Kay de Zwart                             | 1                                        | 29                                       | 53                                       | 0,547                                    | 3                                        |                | SP             | Pkt.                                  | Auf.                                  | ED                                    | HS                                    |                                       |                                       |      |      |                                   |                                   |                                   |                                   |                                   |                                   |
|  | Kay de Zwart                             | 1                                        | 29                                       | 53                                       | 0,547                                    | 3                                        | Glenn Hofman   | 0              | 30                                    | 39                                    | 0,769                                 | 6                                     |                                       |                                       |      |      |                                   |                                   |                                   |                                   |                                   |                                   |
|  |                                          | SP                                       | Pkt.                                     | Auf.                                     | ED                                       | HS                                       | Glenn Hofman   | 0              | 30                                    | 39                                    | 0,769                                 | 6                                     |                                       |                                       |      |      |                                   |                                   |                                   |                                   |                                   |                                   |
|  |                                          | SP                                       | Pkt.                                     | Auf.                                     | ED                                       | HS                                       |                | David Martinez | 3                                     | 45                                    | 40                                    | 1,125                                 | 6                                     |                                       |      |      |                                   |                                   |                                   |                                   |                                   |                                   |
|  | David Martinez                           | 3                                        | 45                                       | 50                                       | 0,900                                    | 6                                        |                | David Martinez | 3                                     | 45                                    | 40                                    | 1,125                                 | 6                                     |                                       |      |      |                                   |                                   |                                   |                                   |                                   |                                   |
|  | David Martinez                           | 3                                        | 45                                       | 50                                       | 0,900                                    | 6                                        |                |                |                                       |                                       |                                       |                                       |                                       | SP                                    | Pkt. | Auf. | ED                                | HS                                |                                   |                                   |                                   |                                   |
|  | Jens van Dam                             | 0                                        | 36                                       | 49                                       | 0,734                                    | 3                                        |                |                |                                       |                                       |                                       |                                       |                                       | SP                                    | Pkt. | Auf. | ED                                | HS                                |                                   |                                   |                                   |                                   |
|  | Jens van Dam                             | 0                                        | 36                                       | 49                                       | 0,734                                    | 3                                        | David Martinez | 3              | 45                                    | 39                                    | 1,153                                 | 3                                     |                                       |                                       |      |      |                                   |                                   |                                   |                                   |                                   |                                   |
|  |                                          | SP                                       | Pkt.                                     | Auf.                                     | ED                                       | HS                                       | David Martinez | 3              | 45                                    | 39                                    | 1,153                                 | 3                                     |                                       |                                       |      |      |                                   |                                   |                                   |                                   |                                   |                                   |
|  |                                          | SP                                       | Pkt.                                     | Auf.                                     | ED                                       | HS                                       |                | Kenny Miatton  | 0                                     | 17                                    | 38                                    | 0,447                                 | 2                                     |                                       |      |      |                                   |                                   |                                   |                                   |                                   |                                   |
|  | Kenny Miatton                            | 3                                        | 73                                       | 96                                       | 0,760                                    | 4                                        |                | Kenny Miatton  | 0                                     | 17                                    | 38                                    | 0,447                                 | 2                                     |                                       |      |      |                                   |                                   |                                   |                                   |                                   |                                   |
|  | Kenny Miatton                            | 3                                        | 73                                       | 96                                       | 0,760                                    | 4                                        |                | SP             | Pkt.                                  | Auf.                                  | ED                                    | HS                                    |                                       |                                       |      |      |                                   |                                   |                                   |                                   |                                   |                                   |
|  | Dustin Jäschke                           | 2                                        | 62                                       | 95                                       | 0,652                                    | 4                                        |                | SP             | Pkt.                                  | Auf.                                  | ED                                    | HS                                    |                                       |                                       |      |      |                                   |                                   |                                   |                                   |                                   |                                   |
|  | Dustin Jäschke                           | 2                                        | 62                                       | 95                                       | 0,652                                    | 4                                        | Kenny Miatton  | 3              | 52                                    | 60                                    | 0,866                                 | 5                                     |                                       |                                       |      |      |                                   |                                   |                                   |                                   |                                   |                                   |
|  |                                          | SP                                       | Pkt.                                     | Auf.                                     | ED                                       | HS                                       | Kenny Miatton  | 3              | 52                                    | 60                                    | 0,866                                 | 5                                     |                                       |                                       |      |      |                                   |                                   |                                   |                                   |                                   |                                   |
|  |                                          | SP                                       | Pkt.                                     | Auf.                                     | ED                                       | HS                                       |                | Ömer Karakurt  | 1                                     | 49                                    | 59                                    | 0,830                                 | 6                                     |                                       |      |      |                                   |                                   |                                   |                                   |                                   |                                   |
|  | Ömer Karakurt                            | 3                                        | 45                                       | 34                                       | 1,323                                    | 4                                        |                | Ömer Karakurt  | 1                                     | 49                                    | 59                                    | 0,830                                 | 6                                     |                                       |      |      |                                   |                                   |                                   |                                   |                                   |                                   |
|  | Ömer Karakurt                            | 3                                        | 45                                       | 34                                       | 1,323                                    | 4                                        |                |                |                                       |                                       |                                       |                                       |                                       |                                       |      |      |                                   |                                   |                                   |                                   |                                   |                                   |
|  | Mohamed Abdin                            | 0                                        | 13                                       | 32                                       | 0,406                                    | 2                                        |                |                |                                       |                                       |                                       |                                       |                                       |                                       |      |      |                                   |                                   |                                   |                                   |                                   |                                   |
|  | Mohamed Abdin                            | 0                                        | 13                                       | 32                                       | 0,406                                    | 2                                        |                |                |                                       |                                       |                                       |                                       |                                       |                                       |      |      |                                   |                                   |                                   |                                   |                                   |                                   |

Quellen:

## Abschlusstabelle
| MP    | Match Points (Sieger = 2; Unentschieden = 1; Verlierer = 0) |
| Pkte. | Erzielte Karambolagen                                       |
| Aufn. | Benötigte Versuche                                          |
| GD    | Generaldurchschnitt                                         |
| BED   | Bester Einzeldurchschnitt eines Spielers                    |
| HS    | Höchstserie                                                 |
|       | Bester GD des Turniers                                      |
|       | Bester ED des Turniers                                      |
|       | Beste HS des Turniers                                       |
|       | 1. Platz (Gold)                                             |
|       | 2. Platz (Silber)                                           |
|       | 3. Platz (Bronze)                                           |

| Endklassement              | Endklassement | Endklassement      | Endklassement | Endklassement | Endklassement | Endklassement | Endklassement | Endklassement | Endklassement |
| Phase                      | Platz         | Name               | MP            | SV            | Pkt.          | Aufn.         | GD            | BED           | HS            |
| -------------------------- | ------------- | ------------------ | ------------- | ------------- | ------------- | ------------- | ------------- | ------------- | ------------- |
| Finale                     | 1             | David Martinez     | 12:0          | 15:2          | 248           | 239           | 1,037         | 1,200         | 7             |
| Finale                     | 2             | Kenny Miatton      | 10:2          | 12:7          | 245           | 316           | 0,775         | 1,304         | 7             |
| Halb- finale               | 3             | Ömer Karakurt      | 8:2           | 10:4          | 197           | 179           | 1,100         | 1,387         | 8             |
| Halb- finale               | 3             | Glenn Hofman       | 8:2           | 9:5           | 191           | 171           | 1,116         | 1,500         | 8             |
| Viertel- finale            | 5             | Kay de Zwart       | 4:4           | 6:5           | 114           | 149           | 0,765         | 1,153         | 4             |
| Viertel- finale            | 6             | Dustin Jäschke     | 4:4           | 6:6           | 148           | 204           | 0,725         | 0,882         | 6             |
| Viertel- finale            | 7             | Jens van Dam       | 4:4           | 4:6           | 120           | 138           | 0,869         | 1,034         | 5             |
| Viertel- finale            | 8             | Mohamed Abdin      | 4:4           | 4:6           | 94            | 172           | 0,546         | 0,693         | 5             |
| Gruppen- phase             | 9             | Ümit Turkmen       | 2             | 4:4           | 105           | 132           | 0,795         | 0,857         | 9             |
| Gruppen- phase             | 10            | Eric Tromas        | 2             | 4:4           | 86            | 128           | 0,671         | 0,967         | 5             |
| Gruppen- phase             | 11            | Bryan Tempelers    | 2             | 3:5           | 97            | 134           | 0,723         | 0,700         | 6             |
| Gruppen- phase             | 12            | Vuk Brajovic       | 2             | 2:5           | 60            | 139           | 0,431         | 0,472         | 7             |
| Gruppen- phase             | 13            | João Ferreira      | 0             | 3:6           | 106           | 154           | 0,688         | —             | 5             |
| Gruppen- phase             | 14            | Pavel Novak        | 0             | 1:6           | 58            | 122           | 0,475         | —             | 5             |
| Gruppen- phase             | 15            | Bo Michael Tönning | 0             | 0:6           | 54            | 99            | 0,545         | —             | 3             |
| Gruppen- phase             | 16            | Thomas Zoffmann    | 0             | 0:6           | 23            | 105           | 0,219         | —             | 2             |
| Turnierdurchschnitt: 0,753 |               |                    |               |               |               |               |               |               |               |